# Photinus knulli
Photinus knulli är en skalbaggsart som beskrevs av Green 1956. Photinus knulli ingår i släktet Photinus och familjen lysmaskar. Inga underarter finns listade i Catalogue of Life.